# Krähruf

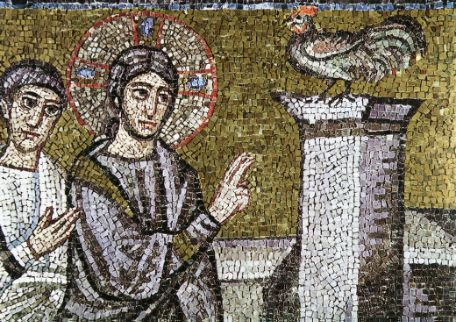
Mosaik aus dem 6. Jahrhundert mit Simon Petrus und Hahn

Der Krähruf („Hahneschrei“; von mittelhochdeutsch kraejen „krähen“, „schreien“, „rufen“) ist der Balzruf der Hähne, welcher beim domestizierten Huhn vom Balzverhalten unabhängig ist. In religiösen Zusammenhängen ist Krähruf des Hahns mit verschiedenen Bedeutungen belegt.

## Biomechanik

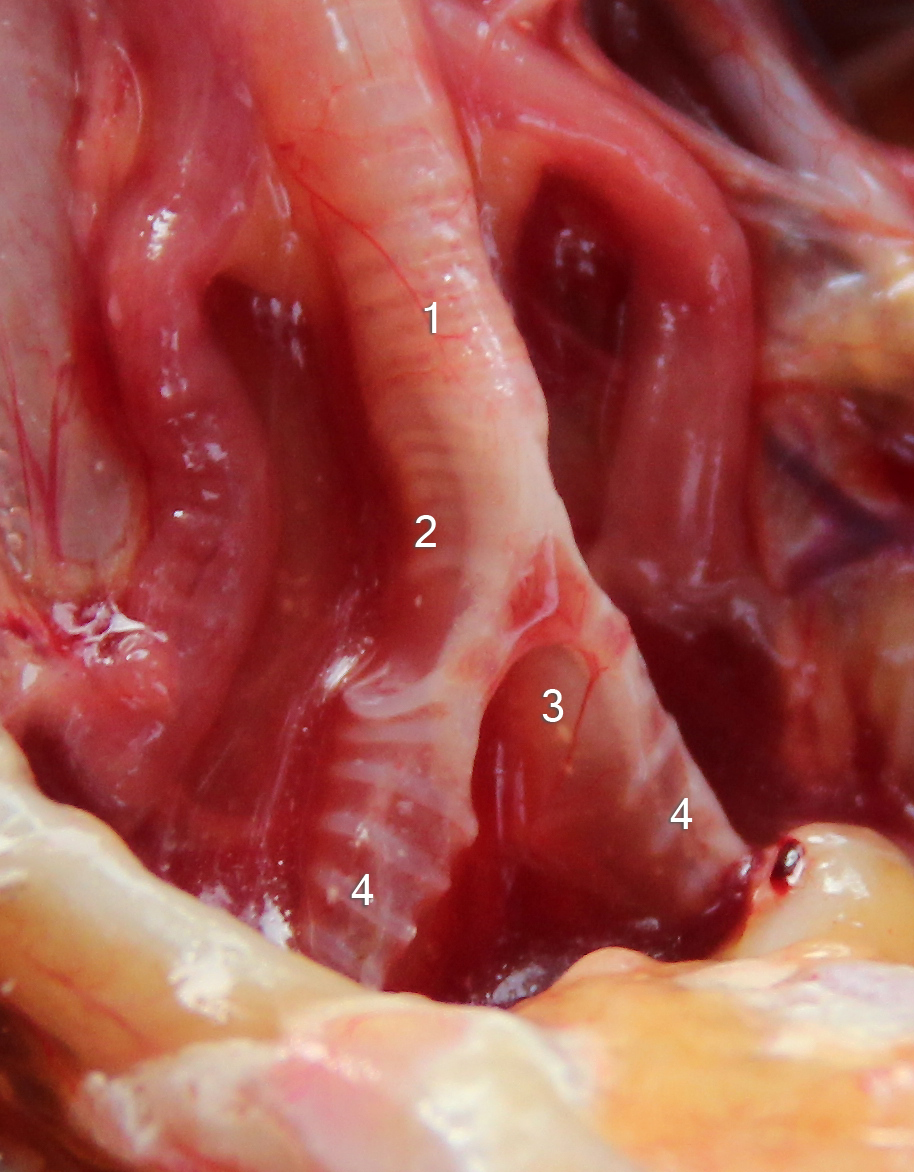
Syrinx eines Huhns: 1. Trachea; 2. Membrana tympaniformis lateralis; 3. Membrana tympaniformis medialis; 4. Bronchien

Bei den Vögeln wird das Stimmgeräusch gebildet im Stimmkopf (Syrinx), ein aus Muskeln und Knorpel aufgebautes Organ, welches bei den Hühnern im Übergangsbereich zwischen distaler Trachea und den Hauptbronchien sitzt. Verstärkt werden die Laute durch bewegliche Teile in der Wandung am Anfang der Bronchien, die sogenannten membranae semilunares oder tympaniformes, welche als Resonanzkörper fungieren. Im Vergleich zu Singvögeln ist der Muskelapparat des Stimmkopfes beim Huhn einfach aufgebaut, sodass die Feinmodulation der Laute relativ eingeschränkt ist. Dauer und Volumen der Stimmgeräusche werden bestimmt durch die Größe und Füllung der Lungen sowie durch die Kraft der Hals-, Brust- und Bauchmuskulatur (ein muskuläres Zwerchfell ist bei Vögeln nicht vorhanden). Der im Stimmkopf aufgebaute Druck muss für die Lautbildung den Druck in den infraklavikulären Luftsäcken angleichen und kann wechseln zwischen 6 und 50 mm Hg.

## Endokrine Steuerung
Das Krähen ist eine Lautäußerung, welche fast ausschließlich bei Hähnen gehört wird. Da allerdings auch Hennen zu Krähen in der Lage sind, liegt es nahe, dass Krähen hormonell gesteuert wird. Dies wurde in einem der ersten und historisch wertvollsten endokrinologischen Experimenten im Jahre 1848 durch Arnold Adolf Berthold bewiesen, als er einem Hahn zunächst die Hoden entnahm und sie später neu einpflanzte. Nach der Kastration stellte der Hahn sofort das Krähen ein und fing hiermit nach der Hodenreimplantation erneut an. Das Krähen bei der Henne wurde von Aristoteles erstbeschrieben, allerdings situationsbedingt im Rahmen von Siegerverhalten. Hormonelle Einflüsse können allerdings zu einer andauernden Krähneigung der Henne führen, sei es krankhaft im Sinne einer Eierstockerkrankung, sei es durch Atrophie der Eierstöcke beim Altern.

## Kräheigenschaften der Kammhühner

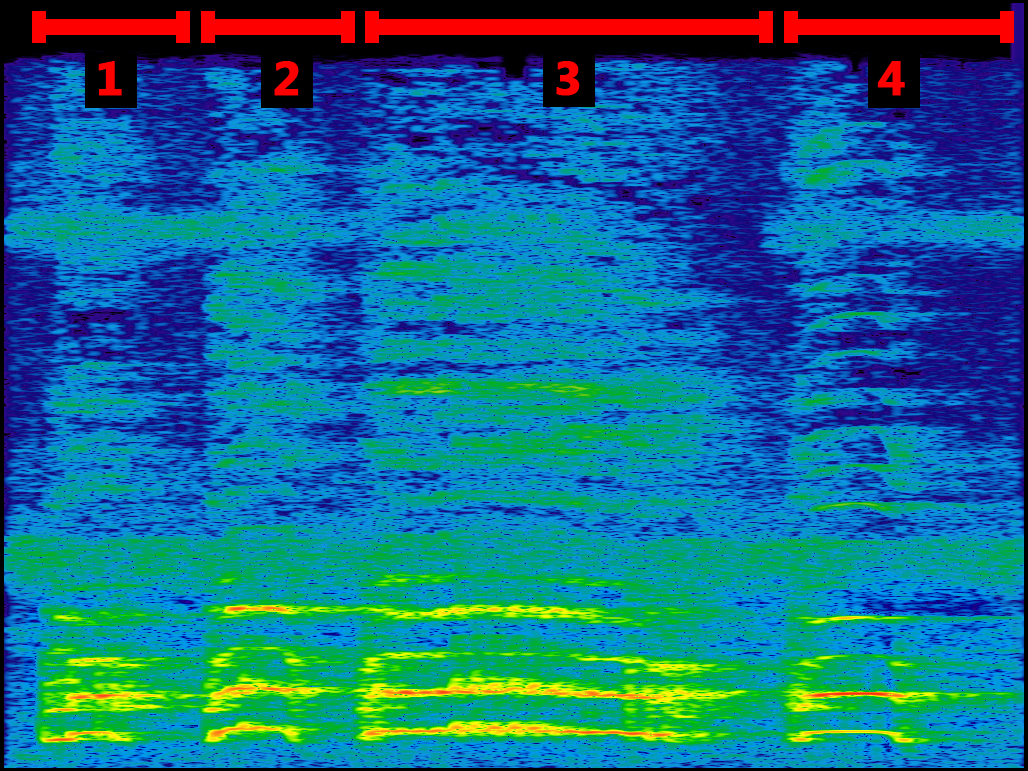
Spektrogramm des Krährufes eines Gallus gallus mit vier Silben

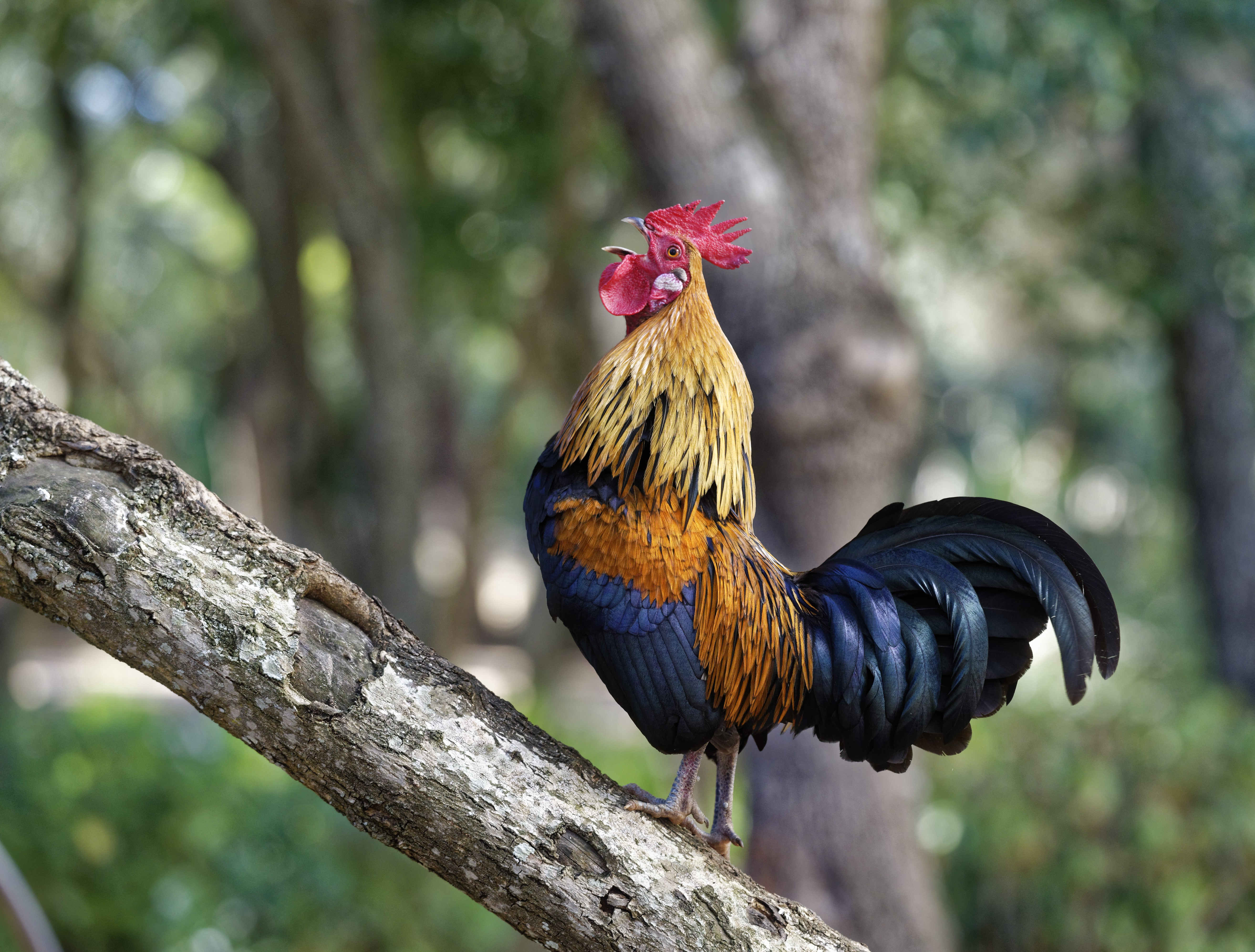
Bankivahahn (Gallus gallus)

Die vier Arten der Kammhühner, unter denen das Bankivahuhn (Gallus gallus) als Vorfahre der Haushühner gilt, haben unterschiedliche Krährufe. Die Unterschiede bestehen in der Zahl der Silben, der Dauer, der Akzentuierung, Lautstruktur und Tonhöhe sowie in den Intervallen zwischen den Silben. Das Gabelschwanzhuhn kräht relativ hoch und mit zwei Silben. Das Lafayettehuhn hat einen Krähruf mit drei Silben und einem langen Intervall zwischen erster und zweiter Silbe. Sonnerat- und Bankivahuhn krähen mit vier Silben, wobei die erste Art die zweite Silbe betont und das Bankivahuhn die dritte. Die Tatsache, dass der Krähruf des domestizierten Huhns ebenfalls viersilbig ist und grundsätzlich dem Ruf des Bankivahuhns entspricht, unterstützt Darwins monophyletische Theorie über die Abstammung des Haushuhns.

## Funktion des Krähens beim Haushuhn
Durch die Domestizierung des Haushuhns hat das Krähen seine Rolle als Balzruf verloren. Vermutet wird, dass während des Domestizierungsprozesses eine unbewusste Selektion der häufig krähenden Hähne stattgefunden hat. Jedenfalls ist die Interpretation der Funktion des Krähens schwierig. Weder spielt der Hahnenschrei eine eindeutige Rolle im Kennzeichnen des Territoriums noch ist die Rolle im Sozialverhalten der Geschlechter klar.

## Krährufdauer und Langkräher

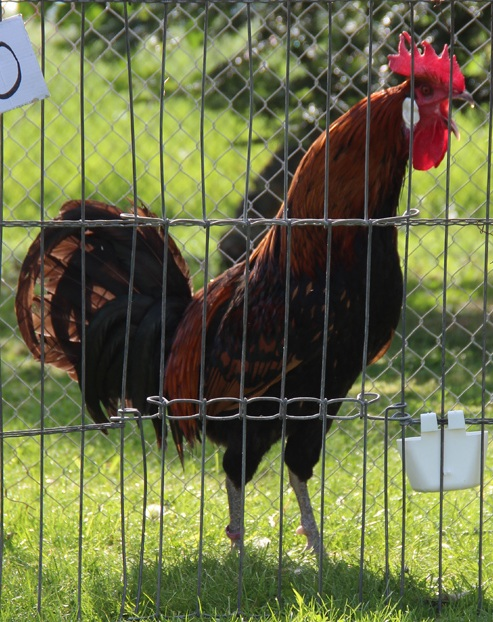
Der hochgestellte Körperbau eines bergischen Krähers

Die Dauer des Krährufes ist beim Haushuhn vergleichbar mit der des Bankivahuhns und liegt durchschnittlich bei etwa 1,6 Sekunden. Verschiedene Hühnerrassen haben sich durch die verlängerte Dauer des Hähnekrähens zu Langkrähern entwickelt. Bei diesen hat meist über Jahrhunderte eine Auswahl der längstkrähenden Hähne stattgefunden, häufig im Rahmen von Wettkrähen. Die Vererbung des verlängerten Krährufes folgt nicht den Mendel’schen Gesetzen und scheint auf einer Kombination mehrerer Gene zu beruhen. Gemeinsame Merkmale der Langkräherrassen sind eine aufrechte Körperhaltung, lange Läufe und ein langer Hals, welches durch die biomechanischen Voraussetzungen für dieses Krähen zu erklären ist.

## Empfinden durch Menschen
Bedingt durch die zunehmende Urbanisierung gibt es viele Gerichtsverfahren wegen Lärmbelästigung durch krähende Hähne. Hierbei wird in Deutschland unter anderem §1004 des BGB berücksichtigt in Bezug auf eventuelle Eigentumsbeeinträchtigung. In landwirtschaftlichen Bereichen oder Gebieten, die ursprünglich landwirtschaftlich genutzt wurden, wird das Hahneschreien oft als ortsüblich bewertet. In Frankreich gibt es außerdem Bestrebungen, das Hahnekrähen sowie andere ländliche Geräusche als geschütztes Kulturerbe anzuerkennen. Dazu brachte das französische Parlament am 30. Januar 2020 einen Gesetzentwurf ein.